# Porphyrorhegma
Porphyrorhegma és un gènere monotípic d'arnes de la família Crambidae. Conté només una espècie, Porphyrorhegma fortunata, que es troba a l'Amèrica del Nord, on s'ha registrat a Califòrnia.